# Deep Cuts (Strawbs)
Deep Cuts è il decimo album degli Strawbs, pubblicato dalla Oyster-Polydor Records nel settembre del 1976. Il disco fu registrato fra la primavera e l'inizio dell'estate del 1976 a The Manor Studio di Kidlington, Oxford (Inghilterra).

## Tracce
Lato A
1. I Only Want My Love to Grow in You – 3:04 (Dave Cousins, Chas Cronk)
2. Turn Me Round – 3:45 (Dave Cousins, Chas Cronk)
3. Hard, Hard Winter – 2:57 (Dave Cousins, Robert Kirby)
4. My Friend Peter – 2:18 (Dave Cousins, Chas Cronk)
5. The Soldiers' Tale – 4:18 (Dave Cousins, Chas Cronk)

Lato B
1. Simple Visions – 4:43 (Dave Cousins, Chas Cronk)
2. Charmer – 3:16 (Dave Cousins, Chas Cronk)
3. (Wasting My Time) Thinking of You – 2:30 (Dave Cousins, Chas Cronk)
4. Beside the Rio Grande – 4:21 (Dave Cousins)
5. So Close and Yet so Far Away – 3:02 (Dave Cousins)

Edizione CD del 2003, pubblicato dalla Muskrat Records
1. I Only Want My Love to Grow in You – 3:04 (Dave Cousins, Chas Cronk)
2. Turn Me Round – 3:45 (Dave Cousins, Chas Cronk)
3. Hard, Hard Winter – 2:57 (Dave Cousins, Robert Kirby)
4. My Friend Peter – 2:18 (Dave Cousins, Chas Cronk)
5. The Soldiers' Tale – 4:18 (Dave Cousins, Chas Cronk)
6. Simple Visions – 4:43 (Dave Cousins, Chas Cronk)
7. Charmer – 3:16 (Dave Cousins, Chas Cronk)
8. (Wasting My Time) Thinking of You – 2:30 (Dave Cousins, Chas Cronk)
9. Beside the Rio Grande – 4:21 (Dave Cousins)
10. So Close and Yet so Far Away – 3:02 (Dave Cousins)
11. You Won't See the Light – 2:52 (Dave Lambert) – Bonus Track

## Musicisti
- Dave Cousins - voce, chitarra acustica
- Dave Lambert - voce, chitarra elettrica, chitarra acustica
- Chas Cronk - basso, chitarra acustica, voce
- Rod Coombes - batteria, percussioni, voce

Musicisti aggiunti
- John Mealing - organo, pianoforte, pianoforte elettrico, clavicembalo, sintetizzatore
- Robert Kirby - mellotron, woodwind, pianoforte elettrico, corno francese, voce
- Rupert Holmes - pianoforte, clavicembalo, clarinetto, clavinet